# 寺本愛美
寺本 愛美（てらもと まなみ、1992年1月28日 - ）は、日本の女優、ファッションモデル。
神奈川県出身。スターダストプロモーション所属。

## 略歴・人物
- 2003年、お台場でスカウトされる。翌年、Hana*chu→3月号でデビュー。
- スターダストプロモーションのアイドルユニットPower Ageに所属していた。
- 弟が3人おり、自身のブログにも度々登場する。
- ももいろクローバーZのファン（通称「モノノフ」）。自身のブログではももクロに触れており、ライブには何度も観覧に出かけている。また同じ所属事務所である。
- 2018年3月31日、一般男性と結婚。同年8月、第1子となる女児を出産[2]。

## 出演

### テレビドラマ
- オトメン（乙男）
- 松本清張ドラマスペシャル 黒い樹海

### 映画
- うた魂♪（2007年） - 上原葉月 役

### その他のテレビ番組
- Harajukuロンチャーズ（2003年7月 - 9月、BS朝日）
- ワンナイR&R「もんじゃろ学園物語」（2005年11月 - 2006年12月、フジテレビ）
- めざましテレビ 「MOTTOいまドキ」コーナー（2008年4月 - 2009年3月、フジテレビ）
- 東京上級デート #25「谷中」（2012年9月26日、テレビ朝日）

### 雑誌
- Hana*chu→（2004年、主婦の友社）専属モデル
- Cawaii!（2007年1月号 - 2009年5月号、主婦の友社）専属モデル
- non-no（集英社）
- CUTiE（宝島社）
- JJ（光文社）専属モデル

### ショートフィルム
- いのちくん（ムラカミタカシ作品、2004年5月）
- Scohool girl（小林基之・新風社、2004年5月）

### WEBドラマ
- 明治製菓WEBドラマ「チョコレートンの冒険」 第2話（2006年1月24日 - ）

### 広告
- 集英社企業（2006年1月1日 - 3日）

### CM
- カシオ計算機 EXILIM EX-ZR200（2011年11月 -）
- ライオン 「ソフラン アロマリッチ」（2014年10月8日 - ）
- しまむら 「CLOSSHI」素肌涼やかデニム&パンツ（2016年3月15日 - ）

## 書籍・作品
- ＠me.（2007年3月24日）
- 有島武郎「星座」（SDP Bunko）表紙＋巻頭グラビア

### DVD
- セガ 甲虫王者ムシキングオフィシャルバトルDVD2005セカンド